# Bradley Wiggins
Bradley Marc Wiggins (Gante, Bélgica, 28 de abril de 1980) es un exciclista profesional británico que compitió en las modalidades de ruta y pista. En pista era especialista en las pruebas de persecución y madison, y en carretera formó parte del equipo Wiggins hasta su retirada en diciembre de 2016, tras correr para el equipo Sky entre los años 2010 y 2015.
Es el ciclista más laureado de la historia de los Juegos Olímpicos, con ocho medallas (siete en pista y una, de oro, en carretera). Fue campeón olímpico en Atenas 2004, Pekín 2008, Londres 2012 y Río de Janeiro 2016, ganó el Tour de Francia en 2012, y se coronó campeón mundial de contrarreloj y siete veces campeón mundial en pista. 
Participó en cinco Juegos Olímpicos de Verano, entre los años 2000 y 2016, obteniendo en total ocho medallas: bronce en Sídney 2000 (persecución por equipos junto con Bryan Steel, Paul Manning y Chris Newton), oro, plata y bronce en Atenas 2004 (persecución individual, persecución por equipos con Stephen Cummings, Robert Hayles y Paul Manning, y madison, respectivamente), dos oros en Pekín 2008 (persecución individual y por equipos con Edward Clancy, Paul Manning y Geraint Thomas), oro en Londres 2012 (en la prueba de contrarreloj de ciclismo en ruta) y oro en Río de Janeiro 2016 (persecución por equipos con Edward Clancy, Steven Burke y Owain Doull).
Ganó doce medallas en el Campeonato Mundial de Ciclismo en Pista entre los años 2000 y 2016, y una medalla de oro en el Campeonato Europeo de Ciclismo en Pista de 2015.
En ruta fue el vencedor de la clasificación general del Tour de Francia 2012, consiguiendo la victoria en dos etapas, y ganó tres medallas en el Campeonato Mundial de Ciclismo en Ruta, oro en 2014 y plata en 2011 y 2013, las tres en la prueba de contrarreloj.
Wiggins fue nombrado comendador de la Orden del Imperio Británico (CBE) en el año 2008 por sus éxitos deportivos.

## Biografía

### Inicios
Wiggins nació en Gante (Bélgica), hijo de un ciclista de pista australiano y una británica. En 1982 se trasladó con su madre a Inglaterra. El fútbol fue su primera afición, siendo fan del Arsenal londinense. Descubrió el ciclismo viendo la final de persecución masculina en los Juegos Olímpicos de Barcelona 1992, ganada por Chris Boardman.
Con 12 años participó en su primera carrera ciclista, la West London Challenge 92. Más tarde, con 16 años, se adjudicó la victoria del campeonato británico júnior de ciclismo en pista y empezó a destacar en las pruebas de persecución y madison. En 1998 participó en los Juegos de la Mancomunidad y debutó con la selección británica en el Tour de Gran Bretaña, su primera prueba de nivel en carretera.

### Madurez profesional
Ganó siete medallas de oro en el Mundial de Ciclismo en Pista entre 2003 y 2016. También consiguió cinco medallas de oro olímpicas: una en Atenas 2004 (persecución individual), dos en Pekín 2008  (persecución individual y por equipos), una en Londres 2012 (contrarreloj en carretera) y la última en Río de Janeiro 2016 (persecución por equipos).
Después de los Juegos Olímpicos de 2008, Wiggins se tomó un descanso en pista para concentrarse en la carretera. Especializándose en las pruebas contrarreloj, Wiggins demostró su habilidad en las carreras por etapas cuando llegó en cuarto lugar en el Tour de Francia 2009, que se convertiría en la tercera posición tras la descalificación del tercer clasificado. En 2010 fue contratado como líder del equipo Sky, y ganó la primera etapa del Giro de Italia 2010. Su primera victoria importante llegó en el Critérium du Dauphiné 2011, en el que ganó la clasificación general. En la disputa por el Tour de Francia 2011, se vio obligado a abandonar a consecuencia de una caída, lo que le llevó a participar en la Vuelta a España 2011, como preparación de la prueba contrarreloj del Mundial de Ruta. Pero debido a su gran rendimiento durante la prueba llegó a vestir el jersey rojo de líder durante unos días, hasta la etapa de l'Angliru, y finalmente en la Vuelta a España 2011 lograría la tercera posición, que se convertiría en la segunda posición tras la descalificación del ganador. Para cerrar la temporada, ganó la medalla de plata en la prueba contrarreloj del Mundial de Ruta.

### Sueño cumplido: Tour y medalla de oro olímpica
En el año 2012 demostró una excelente forma al ganar la París-Niza, el Tour de Romandía y el Critérium du Dauphiné. Llegó como uno de los favoritos al Tour de Francia. Wiggins se llevó la victoria, aunque curiosamente, su gran rival fue su compañero Chris Froome, quien terminó segundo y fue superior en las etapas de montaña. A pesar de ello, Froome siempre dejó claro que Wiggins era el líder del equipo. Pocos días después ganó la medalla de oro en la prueba de contrarreloj de los Juegos Olímpicos de Londres. Por los éxitos de ese año fue galardonado como personalidad deportiva del año por la BBC.

### Relación conflictiva con Froome y el equipo
Después del Tour 2012, la relación entre Wiggins y Froome tuvo varios roces y comenzó el declive de Wiggins, al menos en las grandes vueltas. El mánager del Sky, Dave Brailsford, comenzó a apostar por Froome para el Tour de Francia, dejando de lado a Wiggins, lo que llevó a que la relación con el equipo también se enfriara.
El 7 de noviembre de 2012, cuando entrenaba cerca de su casa en Lancashire, fue arrollado por un vehículo y tuvo que ser hospitalizado debido a la rotura de varias costillas y otras lesiones.
En la temporada 2013 llegó al Giro como jefe de filas del equipo Sky, pero en el desarrollo de las primeras etapas sufriría caídas, y además perdería minutos en los descensos frente el favorito de la carrera, el italiano Vincenzo Nibali, también padeció una infección pulmonar que lo dejó fuera de la carrera en la 13.ª etapa. Tuvo intenciones de ir al Tour, lo que no agradó a Froome, creándose una nueva polémica que fue solucionada por Brailsford, declarando que irían con un solo líder, Chris Froome. Finalmente, esa temporada  lograría la medalla de plata en la prueba contrarreloj del Mundial de Ruta.
En diciembre de 2013 fue nombrado caballero por la reina Isabel II, en reconocimiento por sus victorias en el Tour 2012 y en los Juegos Olímpicos.

### 2014: Sin grandes vueltas pero campeón del mundo
Resignado y reconociendo que Froome sería el líder del equipo en el Tour 2014, esa temporada se centró en otros objetivos. Corrió la París-Roubaix finalizando noveno y ganó el Tour de California. Al no ser nominado para el Tour de ese año, anunció su intención de irse del Sky; mientras que el equipo le ofreció correr en los Juegos de la Mancomunidad y en la Vuelta. En principio había aceptado, pero el prematuro abandono de Froome en el Tour por caídas, hizo que tras recuperarse fuera seleccionado para la Vuelta, mientras que Wiggins rechazó participar por no sentirse apto para disputar una carrera de tres semanas. Finalmente no corrió ninguna de las tres grandes esa temporada, pero terminó el año siendo campeón de la contrarreloj en el Mundial de Ruta.
Para 2015 se le vencía el contrato con el Sky y después de disputar la París-Roubaix anunció su fin con el equipo y el ciclismo en carretera para centrarse en la pista y preparar su participación en los Juegos Olímpicos de Río de Janeiro 2016. Su última carrera en ruta fue el Tour de Yorkshire, donde vistió los colores del Team Wiggins, equipo continental creado por él mismo para impulsar a ciclistas jóvenes. El 7 de junio de 2015 batió el récord de la hora con una marca de 54,526 km, superando en 1589 m al anterior, impuesto por Alex Dowsett.
El 28 de diciembre de 2016 anunció su retirada del ciclismo tras dieciséis temporadas como profesional y con 36 años de edad.

## Medallero internacional

### Ciclismo en pista
| Juegos Olímpicos   | Juegos Olímpicos            | Juegos Olímpicos  | Juegos Olímpicos        |
| Año                | Lugar                       | Medalla           | Competición             |
| ------------------ | --------------------------- | ----------------- | ----------------------- |
| 2000               | Sídney ( Australia)         | Medalla de bronce | Persecución por equipos |
| 2004               | Atenas ( Grecia)            | Medalla de oro    | Persecución individual  |
| 2004               | Atenas ( Grecia)            | Medalla de plata  | Persecución por equipos |
| 2008               | Pekín ( China)              | Medalla de bronce | Madison                 |
| 2008               | Pekín ( China)              | Medalla de oro    | Persecución individual  |
| 2008               | Pekín ( China)              | Medalla de oro    | Persecución por equipos |
| 2016               | Río de Janeiro ( Brasil)    | Medalla de oro    | Persecución por equipos |
| Campeonato Mundial |                             |                   |                         |
| Año                | Lugar                       | Medalla           | Competición             |
| 2000               | Mánchester ( Reino Unido)   | Medalla de plata  | Persecución por equipos |
| 2001               | Amberes ( Bélgica)          | Medalla de plata  | Persecución por equipos |
| 2002               | Ballerup ( Dinamarca)       | Medalla de bronce | Persecución por equipos |
| 2003               | Stuttgart ( Alemania)       | Medalla de oro    | Persecución individual  |
| 2003               | Stuttgart ( Alemania)       | Medalla de plata  | Persecución por equipos |
| 2007               | Palma de Mallorca ( España) | Medalla de oro    | Persecución individual  |
| 2007               | Palma de Mallorca ( España) | Medalla de oro    | Persecución por equipos |
| 2008               | Mánchester ( Reino Unido)   | Medalla de oro    | Persecución individual  |
| 2008               | Mánchester ( Reino Unido)   | Medalla de oro    | Persecución por equipos |
| 2008               | Mánchester ( Reino Unido)   | Medalla de oro    | Madison                 |
| 2016               | Londres ( Reino Unido)      | Medalla de oro    | Madison                 |
| 2016               | Londres ( Reino Unido)      | Medalla de plata  | Persecución por equipos |
| Campeonato Europeo |                             |                   |                         |
| Año                | Lugar                       | Medalla           | Competición             |
| 2015               | Grenchen ( Suiza)           | Medalla de oro    | Persecución por equipos |

### Ciclismo en ruta
| Juegos Olímpicos   | Juegos Olímpicos        | Juegos Olímpicos | Juegos Olímpicos |
| Año                | Lugar                   | Medalla          | Competición      |
| ------------------ | ----------------------- | ---------------- | ---------------- |
| 2012               | Londres ( Reino Unido)  | Medalla de oro   | Contrarreloj     |
| Campeonato Mundial |                         |                  |                  |
| Año                | Lugar                   | Medalla          | Competición      |
| 2011               | Copenhague ( Dinamarca) | Medalla de plata | Contrarreloj     |
| 2013               | Florencia ( Italia)     | Medalla de plata | Contrarreloj     |
| 2014               | Ponferrada ( España)    | Medalla de oro   | Contrarreloj     |

## Palmarés

### Pista
2000
- 3.º en el Campeonato Olímpico Persecución por Equipos (haciendo equipo con Paul Manning, Chris Newton y Bryan Steel)
- 2.º en el Campeonato Mundial Persecución por Equipos (haciendo equipo con Paul Manning, Christopher Newton y Jonathan Clay)

2001
- 2.º en el Campeonato Mundial Persecución por Equipos (haciendo equipo con Paul Manning, Christopher Newton y Bryan Steel)

2002
- 3.º en el Campeonato Mundial Persecución por Equipos (haciendo equipo con Paul Manning, Christopher Newton y Bryan Steel)

2003
- Seis Días de Gante (con Matthew Gilmore)
- Campeonato Mundial Persecución
- 2.º en el Campeonato Mundial Persecución por Equipos (haciendo equipo con Paul Manning, Robert Hayles y Bryan Steel)
- Campeonato Europeo de Derny

2004
- 3.º en el Campeonato Olímpico Madison
- 2.º en el Campeonato Olímpico Persecución 4000 metros por Equipos (haciendo equipo con Steve Cummings, Robert Hayles y Paul Manning)
- Campeonato Olímpico Persecución 4000 metros

2007
- Campeonato Mundial Persecución
- Campeonato Mundial Persecución por Equipos (haciendo equipo con Edward Clancy, Geraint Thomas y Paul Manning)

2008
- Campeonato Olímpico Persecución
- Campeonato Olímpico Persecución por Equipos (haciendo equipo con Ed Clancy, Paul Manning y Geraint Thomas)
- Campeonato Mundial Madison 50 km (haciendo pareja con Mark Cavendish)
- Campeonato Mundial Persecución
- Campeonato Mundial Persecución por Equipos (haciendo equipo con Ed Clancy, Paul Manning y Geraint Thomas)

2015
- Récord de la hora
- Campeonato Europeo Persecución por Equipos (haciendo equipo con Owain Doull,  Jonathan Dibben y Andrew Tennant)

2016
- Campeonato Mundial Madison 50 km (con Mark Cavendish)
- 2.º en el Campeonato Mundial Persecución por Equipos (haciendo equipo con Jonathan Dibben, Owain Doull y Ed Clancy)
- Campeonato Olímpico Persecución por Equipos (haciendo equipo con Edward Clancy, Owain Doull y Steven Burke)
- Seis días de Gante (con Mark Cavendish)

### Carretera
| 2001 - Flèche du Sud, más 1 etapa 2003 - 1 etapa del Tour del Porvenir 2005 - 1 etapa del Circuito de Lorraine - 1 etapa del Tour del Porvenir 2007 - Dúo Normando (haciendo pareja con Michiel Elijzen) - 1 etapa de la Dauphiné Libéré - 1 etapa de los Cuatro días de Dunkerque - 1 etapa del Tour de Poitou-Charentes 2009 - 1 etapa del Tour de Catar - 1 etapa de los Tres días de La Panne - Campeonato del Reino Unido Contrarreloj - 3.º en el Tour de Francia - Jayco Herald Sun Tour, más 1 etapa 2010 - 3.º en la Vuelta a Murcia - 1 etapa del Giro de Italia - Campeonato del Reino Unido Contrarreloj 2011 - 1 etapa de la Vuelta a Baviera - Critérium del Dauphiné - Campeonato del Reino Unido en Ruta - 2.º en la Vuelta a España - 2.º en el Campeonato del Mundo Contrarreloj | 2012 - 1 etapa de la Vuelta al Algarve - París-Niza, más 1 etapa - Tour de Romandía, más 2 etapas - Critérium del Dauphiné, más 1 etapa - Tour de Francia , más 2 etapas - Juegos Olímpicos Contrarreloj - 2.º en el UCI WorldTour 2013 - 1 etapa del Tour de Polonia - Vuelta a Gran Bretaña, más 1 etapa - 2.º en el Campeonato Mundial Contrarreloj 2014 - Tour de California, más 1 etapa - Campeonato del Reino Unido Contrarreloj - 1 etapa de la Vuelta a Gran Bretaña - Campeonato Mundial Contrarreloj 2015 - 1 etapa de los Tres días de La Panne |

## Resultados

### Grandes Vueltas y Campeonatos del Mundo
Durante su carrera deportiva consiguió los siguientes puestos en las Grandes Vueltas y en los Campeonatos del Mundo. Hasta 2005 estuvo alternando su carrera con un programa de pista.
| Carrera              | Carrera              | 2001 | 2002 | 2003 | 2004 | 2005  | 2006  | 2007 | 2008  | 2009 | 2010 | 2011  | 2012 | 2013 | 2014 | 2015 | 2016 |
| -------------------- | -------------------- | ---- | ---- | ---- | ---- | ----- | ----- | ---- | ----- | ---- | ---- | ----- | ---- | ---- | ---- | ---- | ---- |
|                      | Giro de Italia       | —    | —    | Ab.  | —    | 123.º | —     | —    | 134.º | 71.º | 40.º | —     | —    | Ab.  | —    | —    | —    |
|                      | Tour de Francia      | —    | —    | —    | —    | —     | 122.º | Ab.  | —     | 3.º  | 24.º | Ab.   | 1.º  | —    | —    | —    | —    |
|                      | Vuelta a España      | —    | —    | —    | —    | —     | —     | —    | —     | —    | —    | 2.º   | —    | —    | —    | —    | —    |
| Mundial en Ruta      | Mundial en Ruta      | —    | —    | —    | —    | 111.º | —     | —    | —     | —    | —    | 108.º | Ab.  | Ab.  | —    | —    | —    |
| Mundial Contrarreloj | Mundial Contrarreloj | —    | —    | —    | —    | 7.º   | —     | 10.º | —     | 21.º | —    | 2.º   | —    | 2.º  | 1.º  | —    | —    |

―: no participa

Ab.: abandono 

### Vueltas de una semana
| Carrera | Carrera                | 2001 | 2002 | 2003 | 2004 | 2005 | 2006 | 2007  | 2008  | 2009 | 2010 | 2011 | 2012 | 2013 | 2014 | 2015 | 2016 |
| ------- | ---------------------- | ---- | ---- | ---- | ---- | ---- | ---- | ----- | ----- | ---- | ---- | ---- | ---- | ---- | ---- | ---- | ---- |
|         | París-Niza             | —    | —    | 80.º | Ab.  | Ab.  | 71.º | —     | —     | Ab.  | —    | 3.º  | 1.º  | —    | —    | Ab.  | —    |
|         | Tirreno-Adriático      | —    | —    | —    | —    | —    | —    | —     | —     | —    | —    | —    | —    | —    | 53.º | —    | —    |
|         | Volta a Cataluña       | —    | —    | —    | —    | —    | —    | 138.º | —     | —    | —    | —    | —    | 5.º  | —    | —    | —    |
|         | Vuelta al País Vasco   | —    | —    | —    | —    | —    | —    | —     | —     | —    | 33.º | —    | —    | —    | —    | —    | —    |
|         | Tour de Romandía       | —    | —    | Ab.  | —    | —    | —    | —     | 105.º | —    | —    | 62.º | 1.º  | —    | —    | —    | —    |
|         | Critérium del Dauphiné | —    | —    | —    | —    | —    | 85.º | 95.º  | —     | —    | —    | 1.º  | 1.º  | —    | —    | —    | —    |
|         | Vuelta a Suiza         | —    | —    | —    | 99.º | —    | —    | —     | —     | —    | —    | —    | —    | —    | Ab.  | —    | —    |
| Carrera | Carrera                | 2001 | 2002 | 2003 | 2004 | 2005 | 2006 | 2007  | 2008  | 2009 | 2010 | 2011 | 2012 | 2013 | 2014 | 2015 | 2016 |

 —: No participa

Ab.: Abandona

X: Ediciones no celebradas

## Equipos
- Linda McCartney Cycling Team (2001)[23]
- La Française des Jeux (2002-2003)
  - La Française des Jeux (2002)
  - Fdjeux.com (2003)
- Crédit Agricole (2004-2005)
- Cofidis, Le Crédit par Téléphone (2006-2007)
- High Road/Columbia (2008)
  - Team High Road (2008)[24]
  - Team Columbia (2008)
- Garmin-Slipstream (2009)
- Sky (2010-2015)
  - Sky Professional Cycling Team (2010)
  - Sky Procycling (2011-2013)
  - Team Sky (2014-30.04.2015)
- Team Wiggins (01.05.2015-2016)

## Fotografías destacadas
|  |  |  |  |